# 福島県道109号安積長沼線
福島県道109号安積長沼線（ふくしまけんどう109ごう あさかながぬません）は、福島県郡山市から須賀川市に至る一般県道である。

## 路線データ
- 起点：郡山市安積町笹川字篠川
- 終点：須賀川市長沼字北古舘
- 総延長：18.918 km[1]
  - 実延長：12.380 km
- 路線認定年月日：1959年8月31日[2]

### 重用路線
- 福島県道55号郡山矢吹線（須賀川市舘ケ岡字町尻～同市舘ケ岡字金屋内）
- 福島県道29号長沼喜久田線（須賀川市守屋字仲道～同市長沼字北古舘）

## 地理

### 通過する自治体
- 福島県
  - 郡山市 - 須賀川市

### 接続する道路
- 郡山市内
  - 福島県道355号須賀川二本松線（安積町笹川字篠川 起点）
  - 福島県道17号郡山停車場線（安積町笹川字目光池西（安積保養園前交差点））
  - 国道4号郡山バイパス（安積町笹川字南向（笹川南向交差点））
- 須賀川市内
  - 福島県道143号仁井田郡山線（仁井田字緑川）
  - 福島県道294号三穂田須賀川線（仁井田字鹿島腰）
  - 福島県道55号郡山矢吹線 郡山市街地方面（舘ケ岡字町尻）
  - 福島県道55号郡山矢吹線 矢吹町方面（舘ケ岡字金屋内）
  - 福島県道29号長沼喜久田線 喜久田方面（守屋字仲道）
  - 福島県道67号中野須賀川線（梅田字古手宮）
  - 国道118号（長沼字北古舘 終点）

## 沿線
- 郡山市立仁井田中学校